# Where the Ancestors' Souls Gathered
Where the Ancestors' Souls Gathered è il primo album in studio del gruppo black metal taiwanese ChthoniC, pubblicato nel 1999.

## Tracce
1. 序曲 / Drift Out to Mystery – 0:42
2. 越海 / Across the Sea – 4:41
3. 海息 / Breath of Ocean – 3:16
4. 母島解體‧登基 / Mother Isle Disintegrated, Aboriginal Gods Enthroned – 9:52
5. 深耕 / Deep Rising – 4:01
6. 燕歌行 / Yen Geh Shin – 4:55
7. 血雲朵 / Bloody Cloud – 3:48
8. 聖戰 / Holy War (+ 榆樹街之夢魘 / Nightmare) – 13:58